# Булађеј (Валча)
Булађеј (рум. Bulagei) насеље је у Румунији у округу Валча у општини Стоилешти. Oпштина се налази на надморској висини од 442 m.

## Становништво
Према подацима из 2002. године у насељу је живело 245 становника, од којих су сви румунске националности.